# 燃料気化爆弾

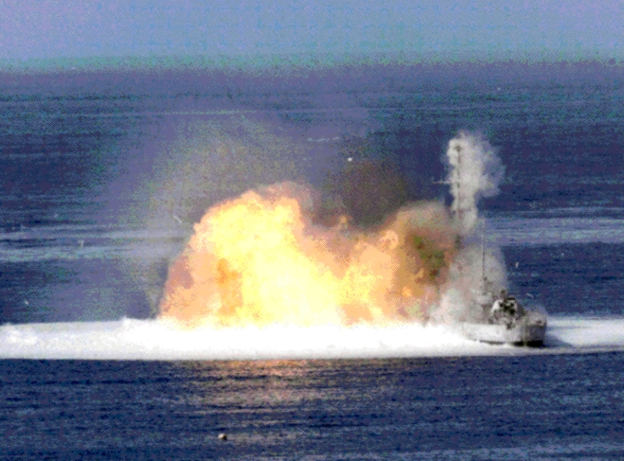
洋上の標的艦に対して使用された燃料気化爆弾

燃料気化爆弾（ねんりょうきかばくだん、Fuel-Air ExplosiveBomb, FAEB）は、爆弾の一種である。単に気化爆弾とも呼ばれる。
開発当初からアメリカ陸軍では管理プログラムの都合上（FAE）が使われてきたが、燃料でなく専用爆薬を用いるなどの語義変化もあり、サーモバリック爆弾（Thermobaric）と呼ばれることが増えている。サーモバリックとはギリシャ語の熱を意味するthermosと圧力を意味するbaroを組み合わせた造語である。

## 概要

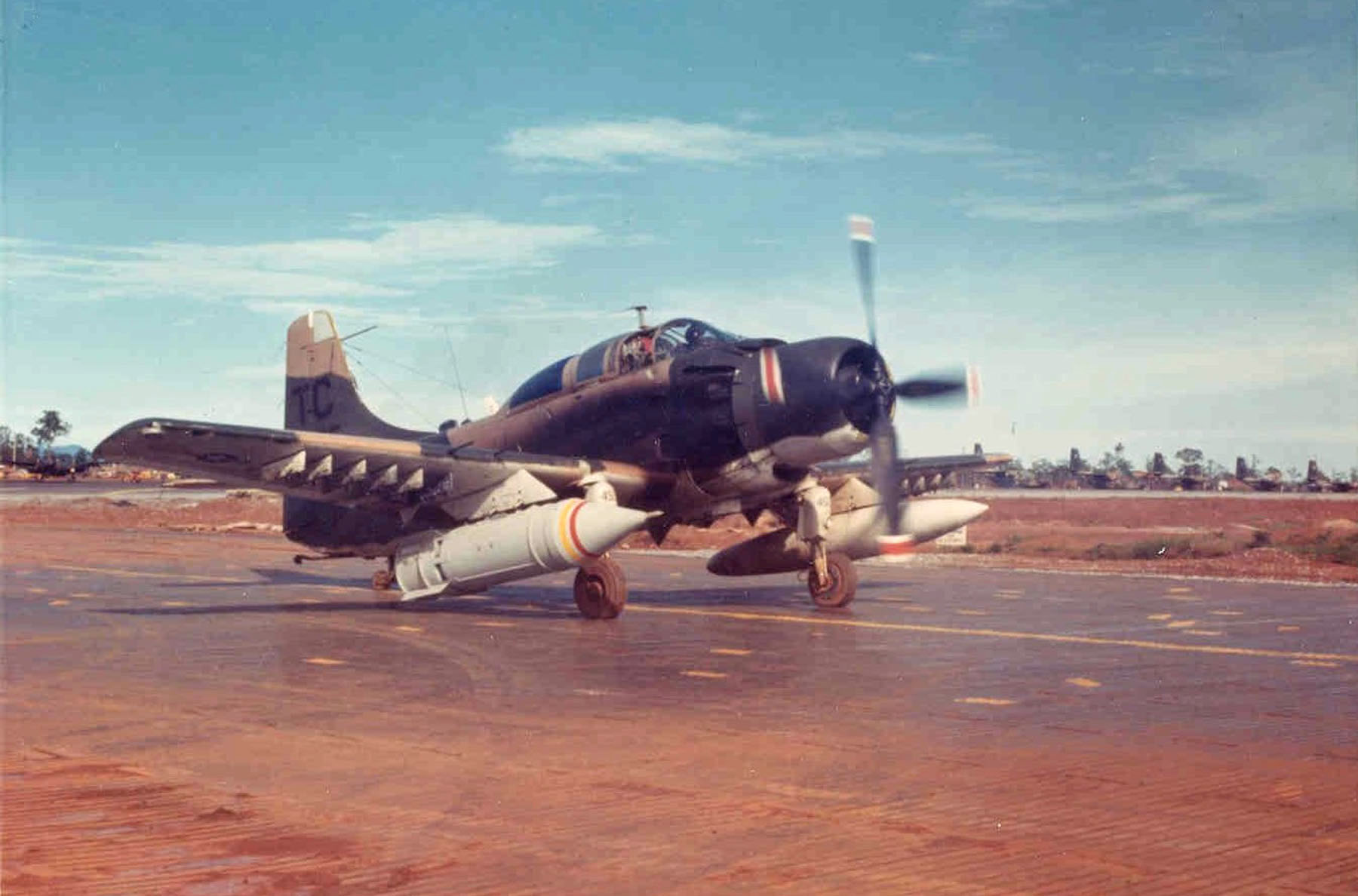
BLU-72/Bを装備するダグラス A-1E（1968年）

研究は第二次世界大戦中のナチス・ドイツで始まり、石炭粉と液体酸素を利用したタイプが試作され、クリミアなどの戦場やワルシャワなどの市街戦で実験的に使用されていたが、軍事的に満足のいく実用性を確立しないうちにドイツの敗戦によって研究が途切れてしまった。その後ナチス・ドイツの技術開発を引き継いだアメリカ合衆国とソビエト連邦でそれぞれ実戦化に向けての研究が継続され、1980年代にようやく実用化が公式発表された。
燃料気化爆弾は、火薬ではなく酸化エチレン、酸化プロピレンなどの燃料を一次爆薬で加圧沸騰させ、BLEVEという現象を起こすことで空中に散布する。燃料の散布はポンプなどによるものではなく、燃料自身の急激な相変化によって行われるため、秒速2,000mもの速度で拡散する。このため、数百kgの燃料であっても放出に要する時間は100ミリ秒に満たないと言われている。爆弾が時速数百kmで自由落下しながらでも瞬間的に広範囲に燃料を散布できるのはこのためである。燃料の散布が完了して燃料の蒸気雲が形成されると着火して自由空間蒸気雲爆発をおこすことで爆弾としての破壊力を発揮する。
都市ガスによるガス爆発事故のように、爆鳴気の爆発は空間爆発であって強大な衝撃波を発生させ、12気圧に達する圧力と2,500-3,000℃の高温を発生させる。
加害半径は爆弾のサイズによって様々であるが、一般的には数百mと推定されている。
広範囲に衝撃波を発生させるため、特に人体に多大な影響を与える事で知られる。
BLEVEという爆発現象による事故から、これを兵器に応用した物と思われる。近年では燃料ではなくサーモバリック爆薬と呼ばれる専用の爆薬を使用するようになってきている。
音速で飛行する航空機からでも投下は可能。また一定高度にあるヘリコプターから投下するタイプが湾岸戦争などで使用され有名になった。最近ではロケットランチャーや携帯ロケット弾からグレネードランチャーまで幅広く装備が進んでいる。
燃料気化爆弾の破壊力の要諦は爆速でも猛度でも高熱でもなく、爆轟圧力の正圧保持時間の長さにある。つまり、TNTなどの固体爆薬だと一瞬でしかない爆風が「長い間」「連続して」「全方位から」襲ってくるところにあると言って良い。燃料気化爆弾による傷は爆薬によるものとは異なった様相を見せる。これは、燃料気化爆弾が金属破片を撒き散らさないで爆風だけで被害を与えるためである。

### 起爆プロセス
この間（2.以降）、わずか0.3秒前後である。
1. 航空機などから投下され一定の高度に達すると信管が作動する。
2. 信管が作動するとRDXなどの一次爆薬が起爆して液体燃料を加圧沸騰させる。沸騰した液体燃料は耐圧容器に密閉されているため高温になっても気化することができず、高温高圧の液体の状態でいる。
3. 圧力が限界点に達した瞬間に放出弁が開き、急激な圧力低下によって液体燃料が蒸発して秒速2,000メートルもの高速で噴出する。このような現象をBLEVEと呼ぶ。
4. 液体燃料が蒸発して蒸気雲が形成されると、これに着火して自由空間蒸気雲爆発を起こす。

### 機能・性質とその扱い
破片による被害は少ないが、急激な気圧の変化による内臓破裂などを起こす。
燃焼により酸素を消費しつくして窒息死させることもある。なお、1990年代初頭の湾岸戦争において、広範囲の砂漠に分散して砂中に隠れたイラク軍戦車部隊や随伴歩兵らの兵力を削ぐべく同兵器が使用されたが、これにより多数のイラク兵が同兵器作動時に発生する巨大な火球によって塹壕や戦車の中で蒸し焼きになって殺されたり、衝撃波で目立った外傷も無く圧死したり、酸素なしで窒息死したりした。
2000年2月1日のヒューマン・ライツ・ウォッチの報告書は燃料気化爆弾の効果について、アメリカ国防情報局の研究を引用して、大要次の様に述べている。
「生きている標的に対する（爆風）殺傷メカニズムは独特であり、不快である。衝撃波も殺傷力を有するが、それ以上に、圧力波に続く希薄化（真空）が致死的であり、肺を破裂させる ... 燃料が爆発せずに失火した場合、被害者はひどい火傷を負い、燃えている燃料を吸い込むことになるだろう。最も一般的なFAEの燃料であるエチレンオキシドとプロピレンオキシドは毒性が強いので、爆発しなかったFAEは、ほとんどの化学剤と同様に雲内に閉じ込められた人員に致命的な影響を与えるはずである。」

### 燃料気化爆弾に関する誤解
一部マスコミでデイジーカッターを燃料気化爆弾と報道している場合があるが、別物である。利用するのが爆散する破片ではなく強力な爆風であるという点はデイジーカッターも同じだが、デイジーカッターは単なる通常の爆薬を用いた巨大な爆弾であり、燃料気化爆弾ではない。

## 主な兵器
アメリカ
- BLU-64 770lb

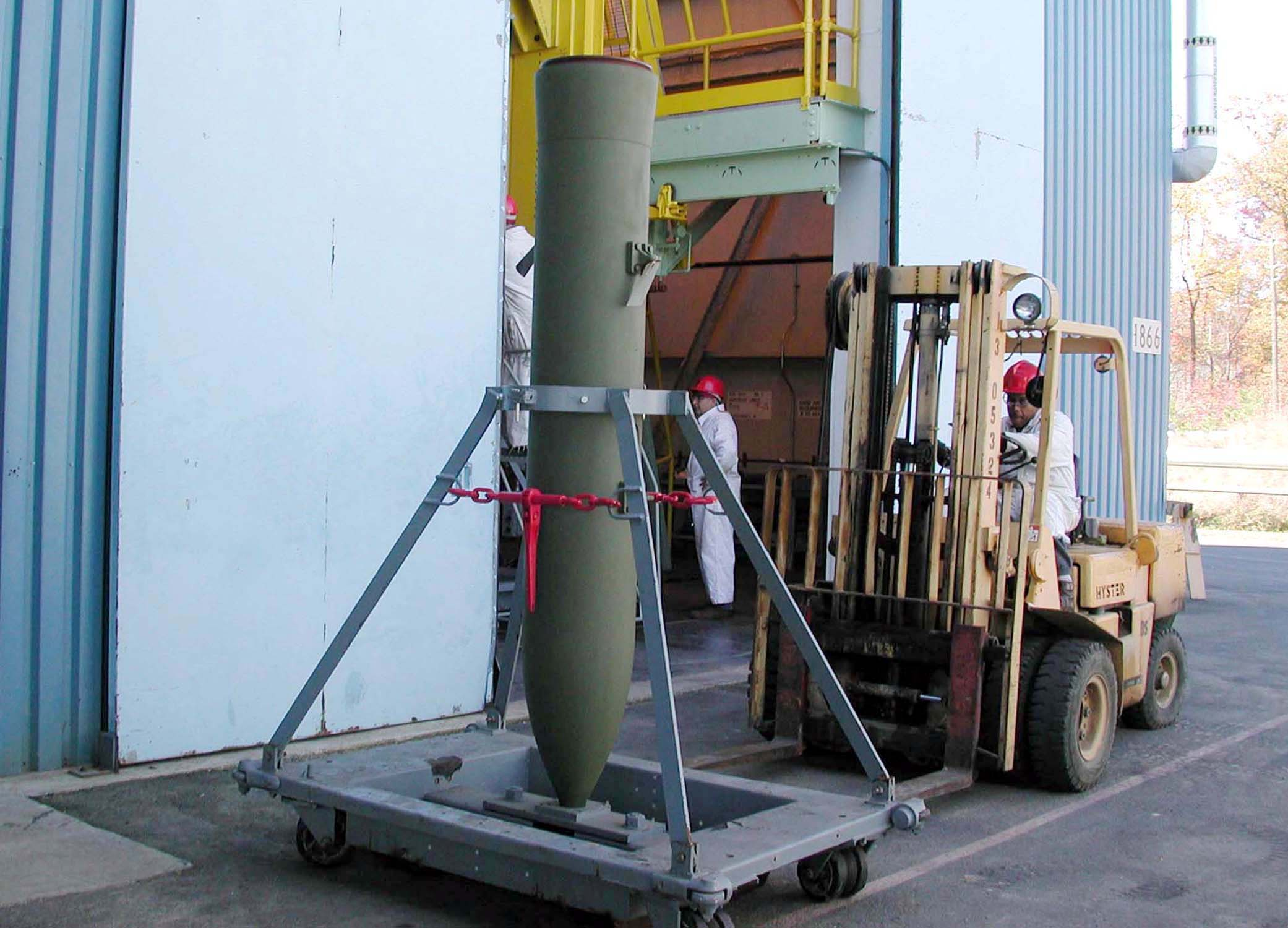
船積されるBLU-118気化爆弾

- BLU-72 2,500lb PAVE PAT I
- BLU-73 72lb bomblet
- BLU-76 2,650 lb PAVE PAT II
- BLU-95 500-lb（FAE-II）
- BLU-96 2,000-lb（FAE-II）
- BLU-118 2,000lb class thermobaric
- BLU-121 2,000lb class thermobaric penetrator
- CBU-55（英語版） FAE I
- CBU-72（英語版） FAE I
- AGM-114N ヘルファイア（MAC）
- XM1060 40mmグレネード サーモバリック弾
- SMAW ロケットランチャー(SMAW-NE弾頭)

ロシア
- 全ての爆弾の父(ロシア語:АВБПМ、英訳:FOAB)
- ODAB-500（ドイツ語版）(ロシア語:ОДАБ-500) - ロシア製の燃料気化爆弾
- RPG-7（TBG-7V弾頭）